# 王保生
王保生（1952年—），汉族，中华人民共和国企业家、政治人物，贵州省侨联副主席、贵州华侨香精香料有限公司总裁、董事长，第十一届全国政协委员。
2008年，当选第十一届全国政协委员，代表中华全国归国华侨联合会，分入第二十五组。